# Rytidosperma nitens
Rytidosperma nitens là một loài thực vật có hoa trong họ Hòa thảo. Loài này được (D.I.Morris) H.P.Linder miêu tả khoa học đầu tiên năm 1996.